# 5D/Brorsen
5D/Brorsen – kometa okresowa należąca do rodziny komet Jowisza, odkryta przez duńskiego astronoma Theodora Brorsena w lutym 1846 roku. Od 1879 roku, kiedy przeszła ona przez peryhelium swojej orbity, nie była już więcej widziana przez żadnego obserwatora, mimo częstych prób, których dokonywano podczas kolejnych przewidywanych jej powrotów w pobliże Słońca.

## Orbita komety
Poniższe dane (również te w infoboksie) należy rozpatrywać w kategorii „historycznej” - przedstawiają one parametry orbity 5D/Brorsen dla epoki 1879, a więc momentu jej ostatniego obserwowanego przejścia przez peryhelium.
Orbita komety 5D/Brorsen miała kształt elipsy o mimośrodzie 0,809. Jej peryhelium znajduje (znajdowało) się w odległości 0,59 j.a., aphelium zaś 5,61 j.a. od Słońca. Jej okres obiegu wokół Słońca wynosi (wynosił) 5,46 roku, nachylenie do ekliptyki to ok. 29,38˚.
Od 1879 roku kometa ta uznawana jest za zagubioną.